# Новогригорівська Друга сільська рада
| Новогригорівська Друга сільська рада — орган місцевого самоврядування у Долинському районі Кіровоградської області з адміністративним центром у с. Новогригорівка Друга. Сільській раді підпорядковані населені пункти: - с. Новогригорівка Друга |

## Склад ради
Рада складається з 12 депутатів та голови.

### Керівний склад ради
| ПІБ                             | Основні відомості                                                                                  | Дата обрання | Дата звільнення |
| ------------------------------- | -------------------------------------------------------------------------------------------------- | ------------ | --------------- |
| Дубінін Володимир Миколайович   | Сільський голова, 1955 року народження, освіта, безпартійний                                       | 26.03.2006   | 31.10.2010      |
| Філоненко Олександр Олексійович | Сільський голова, 1967 року народження, освіта вища, член Всеукраїнського об'єднання 'Батьківщина' | 31.10.2010   |                 |

Примітка: таблиця складена за даними джерела

## Населення
Згідно з переписом УРСР 1989 року чисельність наявного населення сільської ради становила 972 особи, з яких 426 чоловіків та 546 жінок.
За переписом населення України 2001 року в сільській раді мешкали 382 особи.

### Мова
Розподіл населення за рідною мовою за даними перепису 2001 року:
| Мова       | Відсоток |
| ---------- | -------- |
| українська | 95,24 %  |
| російська  | 4,76 %   |